# Moospfuhl
Der Moospfuhl ist ein See bei Sommersdorf im Landkreis Vorpommern-Greifswald in Mecklenburg-Vorpommern.
Das etwa 0,7 Hektar große Gewässer befindet sich im Gemeindegebiet von Penkun, zwei Kilometer südwestlich vom Ortszentrum in Sommersdorf entfernt. Der See hat keinen natürlichen Abfluss. Es gibt jedoch einen Zufluss in Form eines Grabens, der vom Angelsee verläuft. Die maximale Ausdehnung des Moospfuhls beträgt etwa 150 mal 60 Meter.